# Pačejov
Pačejov är en ort i Tjeckien.   Den ligger i regionen Plzeň, i den västra delen av landet, 100 km sydväst om huvudstaden Prag. Pačejov ligger 531 meter över havet och antalet invånare är 794.
Terrängen runt Pačejov är huvudsakligen platt, men åt nordväst är den kuperad. Runt Pačejov är det ganska tätbefolkat, med 52 invånare per kvadratkilometer. Närmaste större samhälle är Horažďovice, 9,2 km sydost om Pačejov. Omgivningarna runt Pačejov är en mosaik av jordbruksmark och naturlig växtlighet.